# Gare de Karakawa
La gare de Karakawa (辛皮駅, Karakawa-eki) est une gare ferroviaire localisée dans la ville de Miyazu, dans la préfecture de Kyoto, au Japon. La gare est exploitée par la compagnie Kyoto Tango Railway, sur la ligne Miyafuku .

## Service des voyageurs

### Desserte
La gare de Karakawa est une gare disposant d'un quai et d'une voie
| N° de voie | Ligne          | Direction   |
| ---------- | -------------- | ----------- |
| 1          | ▆ KTR Miyafuku | Miyazu      |
| 1          | ▆ KTR Miyafuku | Fukuchiyama |

| Direction Miyazu | Ligne Miyafuku | Ligne Miyafuku | Ligne Miyafuku | Direction Fukuchiyama |
| Kita F12         |                | -              |                | Ōeyamaguchi-Naiku F10 |